# Karzé
Karzé, Garzê  ou Gānzī (, THL : Kandze ; chinois : 甘孜镇 ; pinyin : gānzī zhèn), est un canton dans la Préfecture autonome tibétaine de Garzê dans de l'ouest de la province du Sichuan, en Chine.
C'est une commune ethniquement tibétaine localisée dans la région historique du Tibet dans le Kham, à 385 kilomètres au nord-ouest de la ville de Kangding. Il contient le Monastère de Kardzé construit au XVe siècle, sous le règne mongol du Khanat qoshot, abritant plus de 500 moines Gelugpa.

## Références

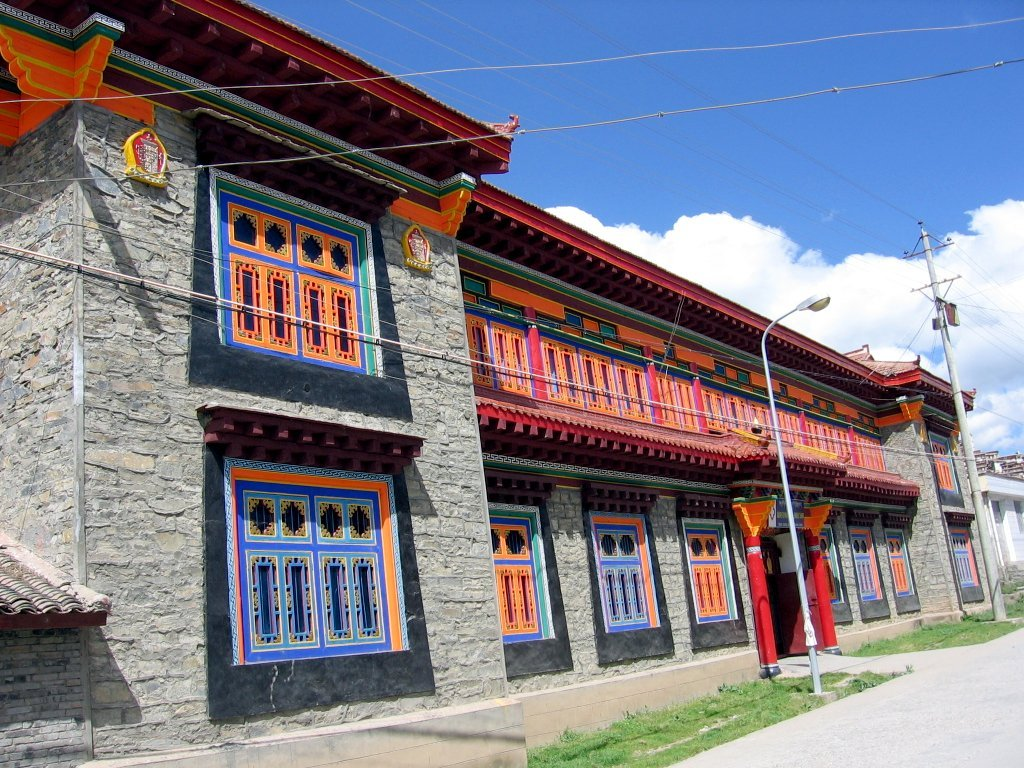
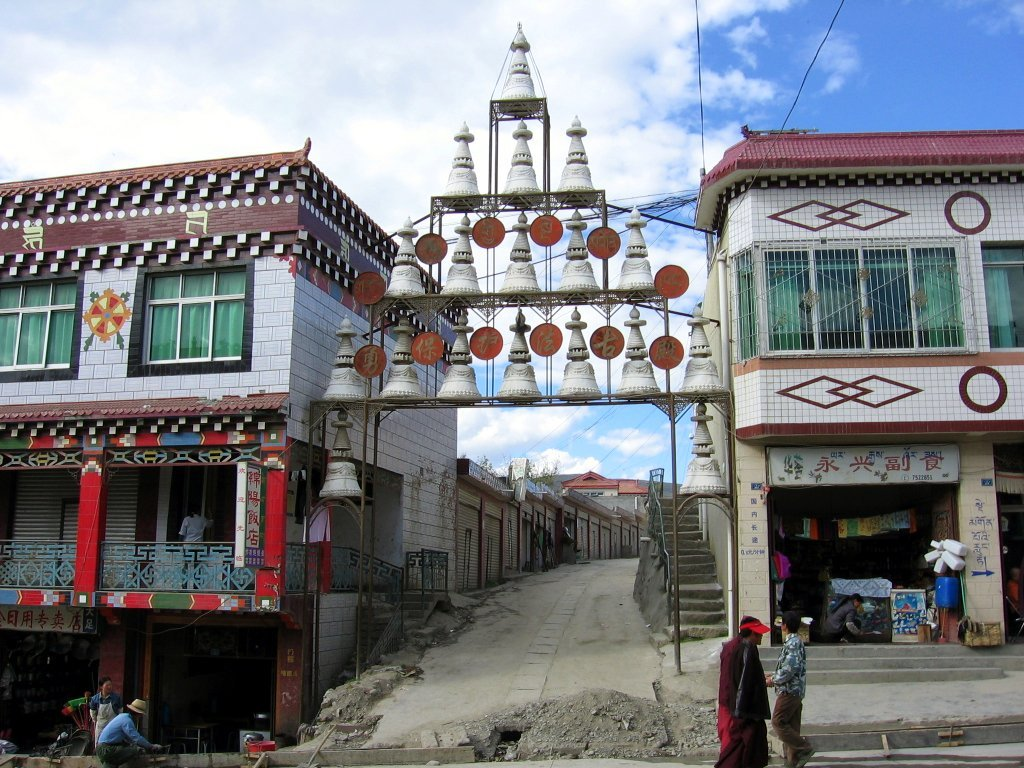
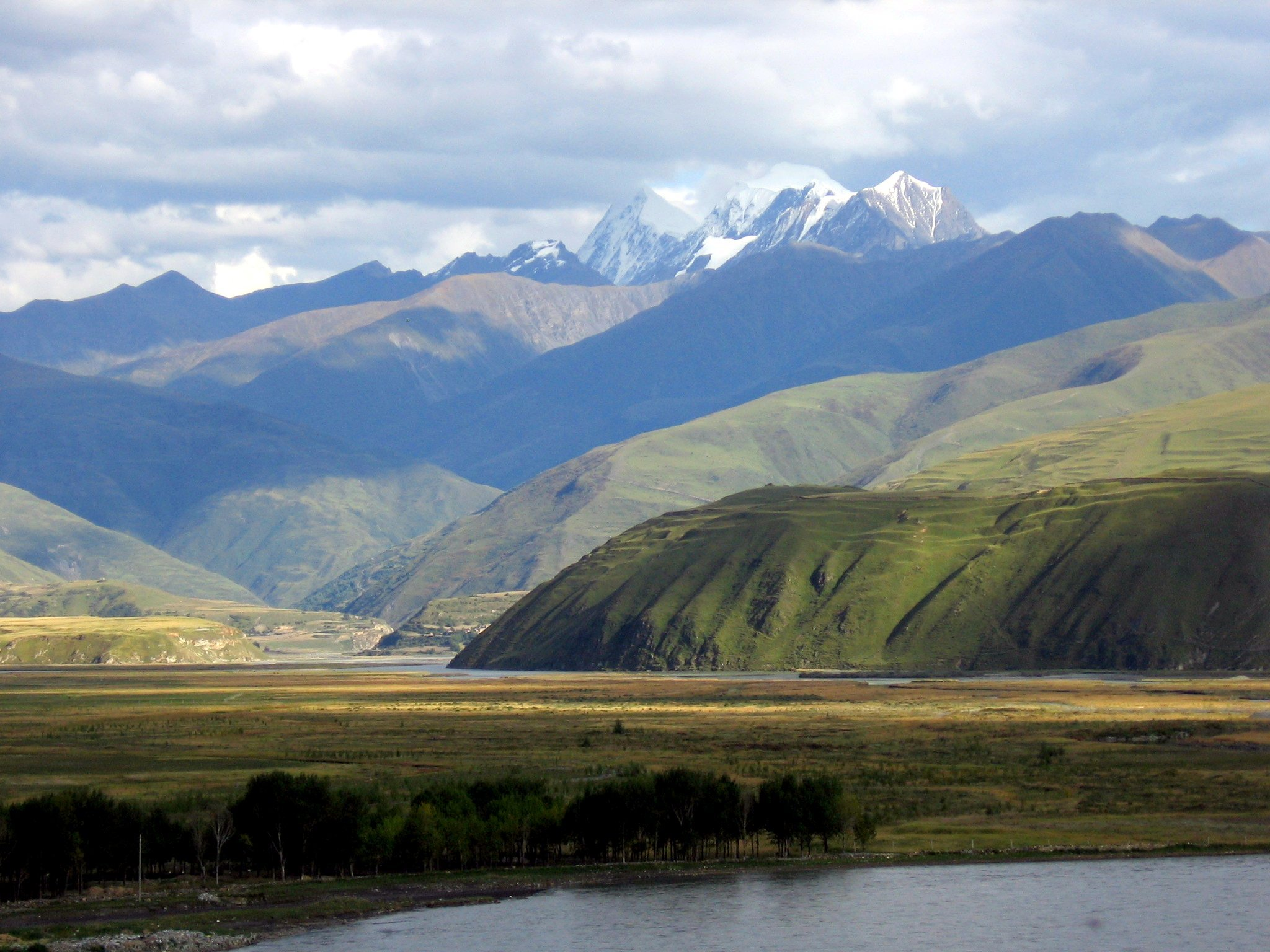
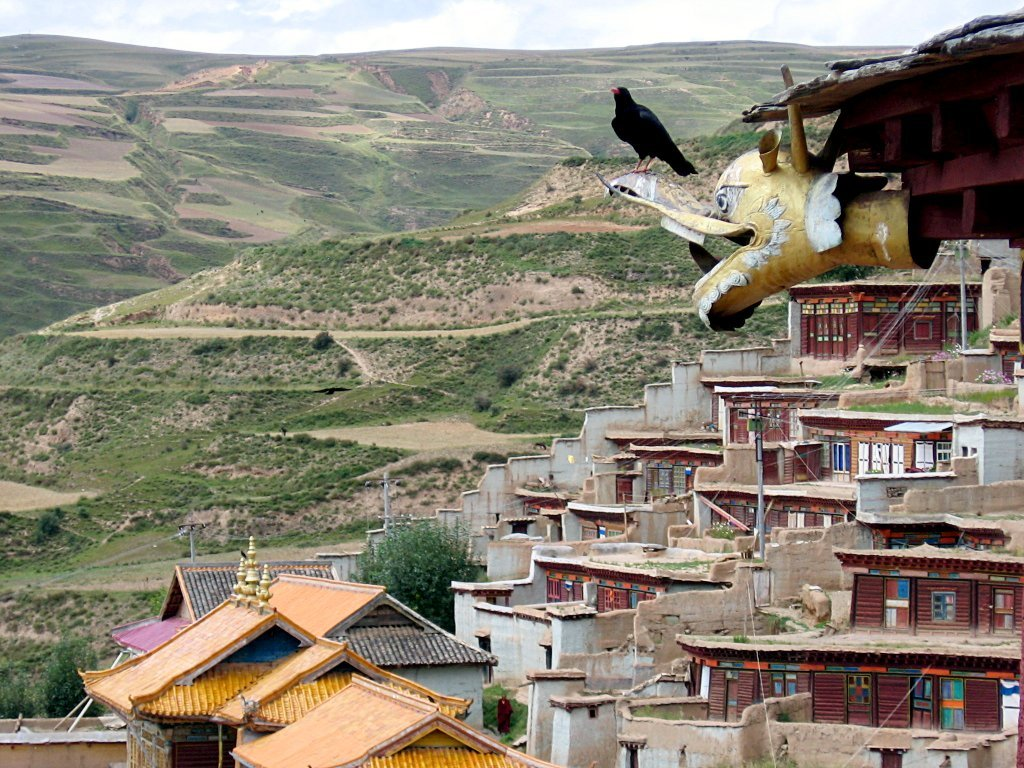